# An Innocent Man (singolo)
An Innocent Man è un brano musicale scritto e interpretato dal cantautore statunitense Billy Joel, pubblicato come singolo nel 1983 ed estratto dall'album omonimo.

## Tracce
- 7"

1. An Innocent Man
2. I'll Cry Instead (live)